# Nadace Občanského fóra
Nadace Občanského fóra (také Nadace OF) je nadačním fondem, jehož posláním je podpora obnovy a ochrany kulturního dědictví v Česku. Vznikla v květnu 1990 jako jedna z prvních nevládních, nepolitických a neziskových organizací v Československu. Přestože název nadace i její logo připomínají někdejší Občanské fórum z období listopadového převratu v roce 1989, nemá na tento subjekt žádné přímé vazby a zaměřuje se výhradně na podporu dobročinných aktivit.
Do roku 1995 se nadace zaměřovala na obnovu demokratické společnosti a principu občanské účasti na správě veřejných věcí. Od druhé poloviny 90. let 20. století se Nadace OF orientuje výhradně na oblast památkové péče a ojedinělých kulturních projektů. Zvláštní důraz je kladen na opomíjené památky, tedy takové zanedbané nemovitosti, k jejichž obnově by bez nadačního příspěvku nedošlo. Peníze na jednotlivé akce rozděluje ve dvou grantových programech - Opomíjené památky a Památky a zdraví.
Nadace nepřijímá finance od státu, ale od podnikatelů a občanů.

## Výběr památek rekonstruovaných za přispění Nadace OF
- Kaplička sv. Vojtěcha nad studánkou v Přerově nad Labem